# Casarano Calcio 1997-1998
Questa pagina raccoglie le informazioni riguardanti il Casarano Calcio nelle competizioni ufficiali della stagione 1997-1998.

## Rosa
| N. |                   | Ruolo | Calciatore            |
| -- | ----------------- | ----- | --------------------- |
|    | Italia (bandiera) | C     | Enrico Maria Amore    |
|    | Italia (bandiera) | D     | Andrea Borsa          |
|    | Italia (bandiera) | C     | Vincenzo Caccavalle   |
|    | Italia (bandiera) | D     | Marco Chirico         |
|    | Italia (bandiera) | C     | Alessandro Colasante  |
|    | Italia (bandiera) | A     | Luigi Corvo           |
|    | Italia (bandiera) | A     | Giuseppe Delle Donne  |
|    | Italia (bandiera) | C     | Angelo Ferraro        |
|    | Italia (bandiera) | C     | Massimiliano Giacobbo |
|    | Italia (bandiera) | P     | Marco Giannitti       |
|    | Italia (bandiera) | C     | Carmelo Imbriani      |
|    | Italia (bandiera) | D     | Carmelo La Spada      |
|    | Italia (bandiera) | C     | Dario Levanto         |
|    | Italia (bandiera) | C     | Massimiliano Marzano  |
|    | Italia (bandiera) | C     | Sandro Mazzoni        |

| N. |                   | Ruolo | Calciatore               |
| -- | ----------------- | ----- | ------------------------ |
|    | Italia (bandiera) | A     | Fabrizio Miccoli         |
|    | Italia (bandiera) | D     | Salvatore Antonio Nobile |
|    | Italia (bandiera) | C     | Santo Parise             |
|    | Italia (bandiera) | D     | Luca Perotta             |
|    | Italia (bandiera) | D     | William Pianu            |
|    | Italia (bandiera) | D     | Teodoro Piccinno         |
|    | Italia (bandiera) | D     | Roberto Policano         |
|    | Italia (bandiera) | C     | Raffaele Quaranta (I)    |
|    | Italia (bandiera) | D     | Alessandro Rizzo         |
|    | Italia (bandiera) | A     | Alessandro Romano        |
|    | Italia (bandiera) | D     | Gianpaolo Spagnulo       |
|    | Italia (bandiera) | A     | Daniele Taurino          |
|    | Italia (bandiera) |       | Vantaggiato              |
|    | Italia (bandiera) | C     | Claudio Zaminga          |

## Risultati

### Campionato

#### Girone di andata
| 31 agosto 1997 1ª giornata | Ischia Isolaverde | 1 – 0 | Casarano |  |

| 7 settembre 1997 2ª giornata | Casarano | 2 – 0 | Fermana |  |

| 14 settembre 1997 3ª giornata | Nocerina | 1 – 0 | Casarano |  |

| 21 settembre 1997 4ª giornata | Casarano | 0 – 0 | Acireale |  |

| 28 settembre 1997 5ª giornata | Lodigiani | 4 – 2 | Casarano |  |

| 5 ottobre 1997 6ª giornata | Casarano | 1 – 1 | Ascoli |  |

| 12 ottobre 1997 7ª giornata | Juve Stabia | 2 – 0 | Casarano |  |

| 19 ottobre 1997 8ª giornata | Casarano | 1 – 1 | Turris |  |

| 26 ottobre 1997 9ª giornata | Atletico Catania | 1 – 1 | Casarano |  |

| 9 novembre 1997 10ª giornata | Casarano | 1 – 2 | Ternana |  |

| 16 novembre 1997 11ª giornata | Casarano | 2 – 1 | Savoia |  |

| 23 novembre 1997 12ª giornata | Gualdo | 2 – 1 | Casarano |  |

| 30 novembre 1997 13ª giornata | Avellino | 2 – 0 | Casarano |  |

| 14 dicembre 1997 14ª giornata | Casarano | 0 – 0 | Palermo |  |

| 21 dicembre 1997 15ª giornata | Battipagliese | 2 – 0 | Casarano |  |

| 28 dicembre 1998 16ª giornata | Casarano | 3 – 1 | Giulianova |  |

| 11 gennaio 1998 17ª giornata | Cosenza | 2 – 0 | Casarano |  |

#### Girone di ritorno
| 18 gennaio 1998 18ª giornata | Casarano | 1 – 1 | Isola d'Ischia |  |

| 25 gennaio 1998 19ª giornata | Fermana | 3 – 1 | Casarano |  |

| 1º febbraio 1998 20ª giornata | Casarano | 2 – 1 | Nocerina |  |

| 8 febbraio 1998 21ª giornata | Acireale | 2 – 0 | Casarano |  |

| 15 febbraio 1998 22ª giornata | Casarano | 1 – 2 | Lodigiani |  |

| 22 febbraio 1998 23ª giornata | Ascoli | 5 – 0 | Casarano |  |

| 1º marzo 1998 24ª giornata | Casarano | 1 – 1 | Juve Stabia |  |

| 8 marzo 1998 25ª giornata | Turris | 1 – 0 | Casarano |  |

| 15 marzo 1998 26ª giornata | Casarano | 0 – 1 | Atletico Catania |  |

| 22 marzo 1998 27ª giornata | Ternana | 2 – 0 | Casarano |  |

| 5 aprile 1998 28ª giornata | Savoia | 1 – 1 | Casarano |  |

| 11 aprile 1998 29ª giornata | Casarano | 2 – 0 | Gualdo |  |

| 19 aprile 1998 30ª giornata | Casarano | 1 – 0 | Avellino |  |

| 26 aprile 1998 31ª giornata | Palermo | 1 – 1 | Casarano |  |

| 3 maggio 1998 32ª giornata | Casarano | 1 – 0 | Battipagliese |  |

| 10 maggio 1998 33ª giornata | Giulianova | 4 – 0 | Casarano |  |

| 17 maggio 1998 34ª giornata | Casarano | 1 – 2 | Cosenza |  |